# Zhu Xueqin
Dans ce nom, le nom de famille précède le nom personnel.
Pour les articles homonymes, voir Zhu.
Zhu Xueqin (en chinois : 朱学勤 ; pinyin : Zhū Xuéqín ; Wade : Chu Hsüeh-ch'in) est un historien chinois né en 1952 à Shanghai. Zhu est aussi l'un des principaux intellectuels de Chine où il défend les idées libérales.

## Biographie
En raison de la Révolution culturelle, Zhu est contraint d'arrêter ses études en 1970 et est envoyé dans le xian de Lankao (province du Henan) où il travaille comme ouvrier agricole. En 1972, il est muté et travaille dans une usine. À la fin de la Révolution culturelle, Zhu reprend ses études et en 1985, il obtient un diplôme en histoire de l'université normale du Jiangxi (en) puis un doctorat en histoire de l'université Fudan. Il est recruté pour enseigner à l'université de Shanghai et travaille sur les évolutions historiques du système politique en Chine et le droit constitutionnel comparé,.
Dans les années 1990, Zhu devient l'un des intellectuels les plus médiatiques de Chine. Il défend le libéralisme et critique le nationalisme,.
Zhu est responsable du contenu des manuels d'histoire destinés aux écoles de Shanghai. L'orientation libérale des manuels, parlant des réussites des pays capitalistes et minimisant les réalisations de Mao, l'importance de la lutte des classes et du nationalisme, entraîne une controverse au sein des intellectuels et du parti communiste chinois. Zhu présente aussi ses manuels comme devant permettre une interaction entre les élèves et les enseignants, alors que l'enseignement de l'histoire se basait jusque-là sur la mémorisation des cours. Les manuels sont retirés en 2007,.